# Джинчовци
Джинчовци е село в Западна България. То се намира в община Трън, област Перник.

## География
Село Джинчовци се намира в планински район на западния край на Знеполе, недалеч от сръбската граница. От селото и височините над него се открива панорамна гледка към Знеполе и Рудина планина. Климатът има ясно изразени четири сезона - хладна и дъждовна пролет, топло, но не горещо лято, топла есен и много студена зима. 

## История
Една от легендите за основаването на селото, която се знае и в Реяновци и Бохова е, че трима братя – Рея, Боя и Джия (синове на местния болярин Стрезимир от XI век, войвода на цар Самуил) са основатели на трите села.
На около 4 км в подножието на Руй планина има следи от рудни шахти, останки от зидове, намирани са монети и старинни предмети. На 1 км южно от селото е открит османски калдаръм, а вдясно от него – останки от римски път, вероятно част от Виа Адриатик, свързвал Средец с Беломорието и Адриатика. В местността Цръвуля има зидове, керемиди и др., които сочат, че на това място е имало старо селище, изоставено от населението след преминаване на кръстоносците от последния кръстоносен поход.
Името на Джинчовци се среща в турски документи от 1576 г. като Джинджовча. Вариантите на името са също Чичовци, Чинчовци, Джинчофче. В регистър от средата на 16 век се споменава, че село Джинчофче има 1 домакинство, а приходът от него възлиза на 3817 акчета.
В село Джинчовци над лековития извор Света вода се е намирал манастирът „Света Петка“, опожарен от турците. От старата черква е останал само олтарът, защото само той е изграден от камък. В духа на старата традиция джинчовчани отново изградили черква „Св. Николай“ в 1840 г., като използвали стария олтар. Наличието на няколко култови обекта в землището на селото говори в полза на неговата старинност – напр. в местността „Кръст“ е оброкът Св. Спас с оброчен каменен кръст, който е един от най-старите в Знеполе.

## Културни и природни забележителности
- Хълмът „Кръст“ със запазен култов каменен кръст от незапомнени времена
- Изворчето „Шопка“ с малка църцореща чешмичка, изворчето със светената вода „Света Петка“
- Местността „Бачев дол“
- Джинчовски манастир „Св. Богородица“ (2 км)
- Граничният връх Яничева чука с паметник на загинали партизани от Трънския партизански отряд (3 км)
- Река Ерма (3 км)
- Планините Рудина и Руй

## Личности
- Ива Ваня (родена Иванка Янакиева) (1905 – 1991) – една от най-известните певици и актриси в предвоенна Германия. Мис Берлин 1930 г. Съпруга на автора на песента Лили Марлен – Норберт Шулце.
- Найчо Петров (актьор)
- Михаил Михайлов – основател и директор на професионална гимназия по техника и строителство „Арх. И. Миланов“ гр. Перник (кв. Мошино). Автор на книгата „Изтръгнати корени“
- Михаил Величков – Мишо Майстора или Бърки. Майстор строител, възстановил изцяло черквата с доброволен труд в с. Джинчовци.
- д-р Васко Петров, лекар. Служил в БА като военен лекар, началник на медицинския отдел на ГЩ на БА, зам-началник на медицинското осигуряване на армията, н-к на лечебния отдел на ВМА, полковник. Бил в ръководния състав на Медицинския институт на МВР (зам. директор). Помагал на селото, на околията и на трънчани през целия си живот.

## Други
В центъра на селото може да се види малка паметна плоча, ироничен спомен от комунизма. Надписът на „Гробът“, както по-старите хора я наричат гласи: „Милор Сотиров, Стоядин Игнатов, Лона Миланов, убити 1934 – 36 от фашистите“. (Лона Миланов е намерил смъртта си по същото време някъде в Сибир, СССР.)